# Woranso-Mille

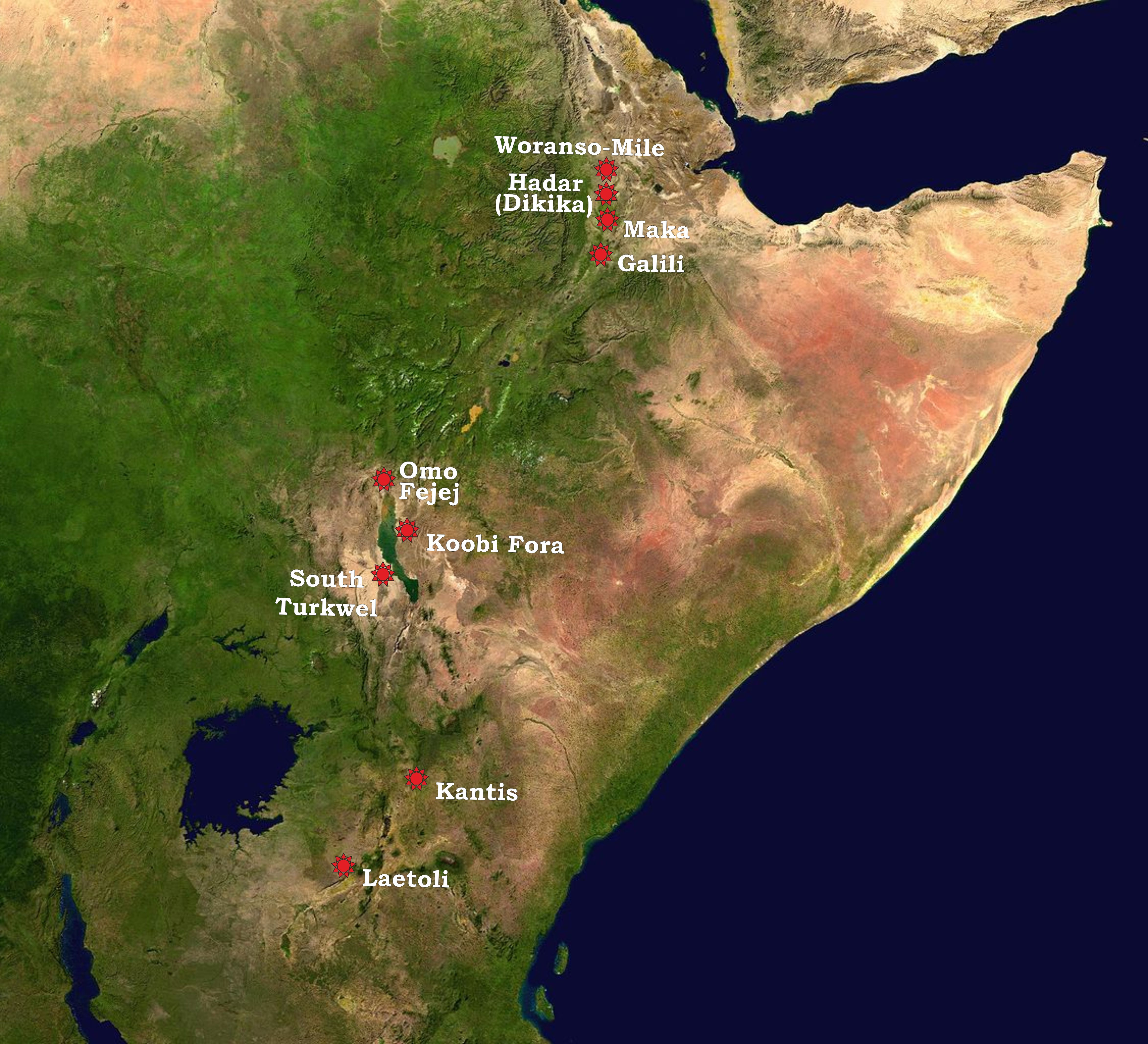
Lage von Woranso-Mille (oben) am Rande des Afar-Dreiecks

Woranso-Mille (auch: Woranso-Mille study area) ist ein paläontologisches Grabungsgebiet im westlichen Zentrum der Afar-Region in Äthiopien, ungefähr 360 Kilometer nordöstlich von Addis Abeba. Das Gebiet ist seit den 1970er-Jahren als fossilienführend bekannt, wird aber erst ab 2003 unter Leitung von Yohannes Haile-Selassie genauer erkundet.
Aus der Grabungsstätte Burtele 2 stammt der 2012 wissenschaftlich beschriebene Burtele-Fuß, der möglicherweise zu einer bis dahin unbekannten Art der Hominini gehört. Ferner wurden die Fragmente mehrerer Kiefer im Jahr 2015 der durch sie etablierten Art Australopithecus deyiremeda zugeordnet.

## Historischer Hintergrund
Woranso-Mille liegt südlich der Straße von Bati nach Mille und nördlich der Straße von Mille nach Chiffra, 35 bis 40 Kilometer westlich der Stadt Mille. Anfang der 1970er-Jahre begann ein Team von jungen Geologen und Paläontologen, darunter Yves Coppens, Donald Johanson, Jon Kalb und Maurice Taieb, die Badlands im Afar-Dreieck zu kartieren und dabei potentielle Fundstellen von Fossilien zu erfassen. Ergebnis dieser Erkundungen durch diese International Afar Research Expedition war unter anderem die Lokalisierung der Fossilienfundstätten Hadar und Gona. Auch im heute Woranso-Mille genannten Gebiet wurden bereits 1971 und 1973 mehrere hundert Wirbeltier-Fossilien aufgesammelt; sorgfältig dokumentiert und publiziert wurden jedoch nur Funde von Meerkatzenverwandten, die ungefähr ein Viertel der – im damals noch Ahmado genannten Gebiet – geborgenen Knochen ausmachten.
Erst nachdem Yohannes Haile-Selassie im Herbst 2002 vom äthiopischen Kultusministerium eine Grabungslizenz zugesprochen worden war, wurden ab dem Jahr 2003 weitere Studien in diesem Gebiet begonnen (Woranso-Mille Paleontological Research Project, WORMILPRP). Potentiell ertragreiche Örtlichkeiten wurden anhand von Luftbildfotografien und Satellitenfotografien vorab eingegrenzt.

## Funde
Schon während der ersten Grabungsperiode 2003/04 wurden unter anderem ein hominines Oberarmknochen-Fragment und – zwei Meter von diesem entfernt – ein mutmaßlich ebenfalls homininer oberer Schneidezahn entdeckt. 2005 wurden weitere hominine Knochen geborgen – darunter das 2010 erstmals beschriebenes Teilskelett KSD-VP-1/1 von Australopithecus afarensis – sowie mehr als 600 weitere Fossilien von überwiegend landlebenden Wirbeltieren, darunter Großkatzen, Schleichkatzen und Bären, Hornträger, Schweine, Riedböcke, Pferde und Giraffenartige sowie Schlank- und Stummelaffen und einige Überreste von Karpfenfischen (Barbus). Das Teilskelett – wegen seiner auf fast zwei Meter geschätzten Größe Kadanuumuu („Big Man“) genannt – gilt als besonders aufschlussreicher Fund, weil Schulterblatt sowie Teile des Beckens und eines Beins erhalten geblieben sind; aus deren Bau konnte abgeleitet werden, dass „Big Man“ zu Lebzeiten fast wie ein anatomisch moderner Mensch (Homo sapiens) aufrecht gehen konnte. Für die infolge Bodenerosion an der Oberfläche zu Tage tretenden Fossilien wurde mit Hilfe der 40Ar-39Ar-Methode ein Alter von mindestens 3,5 Millionen und durch biostratigraphische Analysen ein Alter von ungefähr 3,8 bis 3,6 Millionen Jahren bestimmt.
Zu den bedeutendsten Funden zählt ferner der im Februar 2016 entdeckte Schädel MRD-VP-1/1 von Australopithecus anamensis mit teilweise erhaltenem Oberkiefer, dem ein Alter von rund 3,8 Millionen Jahre zugeschrieben wurde.
Das frühpliozäne Forschungsgebiet Woranso-Mille gilt insofern als bedeutend, als aufgrund anderer Grabungen vermutet wird, dass sich in der Zeit zwischen rund 3,8 und 3,5 Millionen Jahren vor heute der evolutive Übergang von Australopithecus anamensis zu Australopithecus afarensis ereignet hat, der fossil aber bislang kaum belegt ist.
Sollte der Burtele-Fuß – wie von seinen Entdeckern vermutet – zu einer bislang unbenannten homininen Art gehören, würde er als erstes bisher entdecktes Fossil belegen, dass vor 3,4 Millionen Jahren neben Australopithecus afarensis noch eine zweite Art der Hominini in Ostafrika existierte, und sollte Australopithecus deyiremeda als eigenständige Art Bestand haben, sogar eine dritte Art.

## Paläoökologie
In einer Anfang 2022 publizierte paläoökologische Studie kamen Denise F. Su und Yohannes Haile-Selassie zu dem Ergebnis, dass es während des Pliozäns im Gebiet des heutigen Woranso-Mille ein Mosaik aus unterschiedlichen Habitaten gab. Hierzu gehörten Auwälder und zeitweise überflutetes Grasland entlang von Flüssen, die in einen See mündeten, aber auch weniger feuchte Biotope wie Wälder, Buschland und offene Savannen. Die augenscheinlich hohe Heterogenität der Vegetation könnte den beiden Autoren zufolge Spezialisierungen bei der Ernährung unterschiedlicher Arten von Australopithecus und so die Herausbildung unterschiedlicher ökologischer Nischen ermöglicht haben, was wiederum die Koexistenz mehrerer Australopithecus-Arten in Woranso-Mille begünstigt haben könnte.

## Belege
1. ↑   Yohannes Haile-Selassie et al.: Preliminary geology and paleontology of new hominid-bearing Pliocene localities in the central Afar region of Ethiopia. In: Anthropological Science. Band 115, Nr. 3, 2007, S. 215–222, doi:10.1537/ase.070426, Volltext (PDF). (Memento vom 28. Mai 2015 im Internet Archive)
2. ↑  Yohannes Haile-Selassie et al.: A new hominin foot from Ethiopia shows multiple Pliocene bipedal adaptations. In: Nature. Band 483, 2012, S. 565–569, doi:10.1038/nature10922.
3. ↑  Jon Kalb: Recent Geologic Research in Ethiopia. In: Geology. Band 2, Nr. 6, 1974, S. 266, doi:10.1130/0091-7613(1974)2<266:RGRIE>2.0.CO;2.
4. ↑  Jon Kalb et al.: Geology and stratigraphy of Neogene deposits, Middle Awash Valley, Ethiopia. In: Nature. Band 298, 1982, S. 17–25, doi:10.1038/298017a0.
5. ↑   Unter der Bezeichnung International Afar Research Expedition fanden Grabungskampagnen in den Jahren 1972, 1973, 1974, 1975 und 1976/77 statt.
6. ↑  Stephen R. Frosta und Eric Delson: Fossil Cercopithecidae from the Hadar Formation and surrounding areas of the Afar Depression, Ethiopia. In: Journal of Human Evolution. Band 43, Nr. 5, 2002, S. 687–748, doi:10.1006/jhev.2002.0603.
7. ↑  Yohannes Haile-Selassie et al.: An early Australopithecus afarensis postcranium from Woranso-Mille, Ethiopia. In: PNAS. Band 107, Nr. 27, 2010, S. 12121–12126, doi:10.1073/pnas.1004527107, Volltext (PDF; 321 kB)
Eine Abbildung des Skeletts ist zu finden auf der Website von Nature: Rex Dalton: Africa’s next top hominid. Ancient human relative could walk upright. doi:10.1038/news.2010.305.
8. ↑  Yohannes Haile-Selassie et al.: A 3.8-million-year-old hominin cranium from Woranso-Mille, Ethiopia. In: Nature. 28. August 2019, doi:10.1038/s41586-019-1513-8. 
 Ein Gesicht für Lucys Ahnen. Auf: mpg.de vom 28. August 2019.
9. ↑  Yohannes Haile-Selassie et al.: New Hominid Fossils From Woranso-Mille (Central Afar, Ethiopia) and Taxonomy of Early Australopithecus. In: American Journal of Physical Anthropology. Band 141, 2010, S. 406–417, doi:10.1002/ajpa.21159.
10. ↑  Yohannes Haile-Selassie et al.: Comparative description and taxonomic affinity of 3.7-million-year-old hominin mandibles from Woranso-Mille (Ethiopia). In: Journal of Human Evolution. Band 173, 2022, 103265, doi:10.1016/j.jhevol.2022.103265.
11. ↑  Lucy had neighbors: A review of African fossils. Auf: eurekalert.org vom 6. Juni 2016.
12. ↑  Denise F. Su und Yohannes Haile-Selassie: Mosaic habitats at Woranso-Mille (Ethiopia) during the Pliocene and implications for Australopithecus paleoecology and taxonomic diversity. In: Journal of Human Evolution. Band 163, 2022, 103076, doi:10.1016/j.jhevol.2021.103076.

Koordinaten: 11° 30′ 0″ N, 40° 30′ 0″ O